# اوشن ساید (نیویورک)
اوشن ساید، نیویورک (به انگلیسی: Oceanside, New York) یک مکان مختص سرشماری در ایالات متحده آمریکا است که در شهرستان ناساو، نیویورک واقع شده‌است.

## خصوصیات
اوشن ساید ۱۴٫۰ کیلومترمربع مساحت و ۳۲٬۱۰۹ نفر جمعیت دارد و ۳ متر بالاتر از سطح دریا واقع شده‌است.